# Хорак, Эдуард
Эдуард Хорак, Горак (нем. Eduard Horak; 22 апреля 1838, Голице — 6 декабря 1893, Рива-дель-Гарда, Цислейтания) — австрийский музыкальный педагог чешского происхождения.
Начинал заниматься музыкой в Градце-Кралове, работал органистом. В 1867 г. вместе с младшим братом Адольфом (1850—1921), также в будущем пианистом и музыкальным педагогом, отправился в Вену, где совершенствовал своё мастерство под руководством Йозефа Дакса и одновременно основал собственную клавирную школу. Клавирная школа Хорака (нем. Horaksche Klavierschule) размещалась первоначально в собственном доме музыканта; Хорак был увлечён применением в музыкальной педагогике идей Песталоцци и Адольфа Дистервега, одно из его программных педагогических сочинений носит ясное название «Муштра или воспитание» (нем. Drill oder Erziehung; 1890). Школа Хорака развивалась весьма успешно, эффективно расширялась и дожила до наших дней как венская частная Консерватория имени Шуберта.
Хораку принадлежат три учебно-методических пособия, этюды и упражнения для фортепиано.